# 馬柳克突擊步槍
火山—M型（烏克蘭語：Вулкан-М），或稱：馬柳克（烏克蘭語：Малюк，意為“嬰兒”）是一款烏克蘭原產的突擊步槍，以卡拉什尼科夫自動步槍換上一個符合人體工學的現代化犢牛式佈局改裝而成。其前身為Vepr突擊步槍，但馬柳克整槍佈局比其更為緊湊。

## 設計特徵
馬柳克步槍可說是一把聚合物無托版的AK步槍，生產商目前提供三種口徑，分別為：7.62×39毫米、5.45×39毫米及5.56×45毫米NATO。其機匣頂部設有全尺吋皮卡汀尼導軌，可用於裝上各種照準器及戰術配件。彈匣釋放裝置位於扳機後面，撥動後可令彈匣掉落，有利於單手重新裝填。它配備有具備散熱效果的空心手槍握把。射擊選擇桿和保險裝置位於扳機護環上方，扳機的前方，可選擇半自動或全自動射擊模式。由於為犢牛式設計，其設置在前方的扳機以一條長連桿連接到火控組。拉機柄位於左側，但似乎也可設置在右邊，射擊時不會隨槍栓復進。該槍還在槍管上方設有一個氣體調節裝置。

## 歷史
馬柳克步槍的開發工作始於2005年，由Interproinvest公司（烏克蘭語：Інтерпроінвест）的專家以研發Vepr步槍的經驗對該槍作出改進。它的首個原型被命名為“火山”（烏克蘭語：Вулкан），由烏克蘭太空局生產，並首度於2008年公開。
後推出有12個改進項目的第二型號。這些改進包括：新增一個可調整的扔殼口、彈匣釋放裝置改設在扳機後面、機械瞄具改為可拆式，以及改裝至能夠安裝抑制器及可拆式兩腳架。這個型號被命名為“馬柳克”，生產商並製作了一枝用於展示的原型槍。馬柳克步槍隨後被烏克蘭國民衛隊和國防部有限地進行測試。
在2018年的“武器和安全展覽”，生產商展示了馬柳克步槍的最新改良版。該槍設有可左右切換的射擊選擇桿，令左撇子可更方便操作。另外亦改進了火控組，令射速增至700發／分鐘。這些新的步槍還裝有可提升射擊精度的槍管。
烏克蘭武裝部隊最早於2017年採用馬柳克步槍，並把該槍命名為“火山式特種自動步槍”（烏克蘭語：Автомат Спеціальний «Вулкан»）。
2019年7月25日，據烏克蘭國防部發言人安德烈·米亞斯尼科夫上校所指，5.45毫米及7.62毫米的“火山式自動步槍”已經開始大規模投產。
從網上留傳的圖片可見，烏克蘭軍的特種部隊已經普遍地裝備馬柳克步槍。

## 使用國
- 乌克兰
  - 烏克蘭武裝部隊
  - 烏克蘭國民衛隊
- 俄羅斯—自乌军缴获。

## 登場作品

### 電子遊戲
- 2022年—《決勝時刻：現代戰爭II 2022》：為7.62毫米口徑型，第六季新增武器，命名為“TR-76 Geist”。
- 2024年—《浩劫殺陣2：車諾比之心》：為5.45毫米口徑型，命名為「Dnipro」。

## 其他以AK衍生的犢牛式突擊步槍
- OTs-14“雷電”
- Grad
- AKU-94
- Vepr
- 瓦爾梅特M82
- 巴卡洛夫
- K3
- 86式

## 外部連結
- TFB—Malyuk bullpup out of the Ukraine （页面存档备份，存于）
- WMASG—UKRAINIAN SPECIAL FORCES WITH MALYUK CARBINES （页面存档备份，存于）